# Ауґустув (гміна Коваля)
Ауґустув (пол. Augustów) — село в Польщі, у гміні Коваля Радомського повіту Мазовецького воєводства.
Населення — 650 осіб (2011).
У 1975-1998 роках село належало до Радомського воєводства.

## Демографія
Демографічна структура станом на 31 березня 2011 року:
|          | Загалом | Допрацездатний вік | Працездатний вік | Постпрацездатний вік |
| -------- | ------- | ------------------ | ---------------- | -------------------- |
| Чоловіки | 317     | 81                 | 212              | 24                   |
| Жінки    | 333     | 78                 | 200              | 55                   |
| Разом    | 650     | 159                | 412              | 79                   |